# السلفية في الجزائر
السلفية في الجزائر تعود بدايات ظهور المنهج السلفي في الجزائر إلى بدايات القرن العشرين، وتحديدا على يد المجدد الشيخ عبد الحميد بن باديس، حيث عرَفَت الدعوةُ السلفية نشاطها الكبير في الجزائر أيام الاستعمار الفرنسي على يد جمعية العلماء المسلمين الجزائريين التي كان يرأسها الشيخ عبد الحميد ابن باديس وكان من علمائها المبرِّزين الشيخ الطيب العقبي، والشيخ محمد البشير الإبراهيمي، والشيخ مبارك الميلي، والشيخ العربي التبسي، وغيرهم... وتوفي جلُّهم أيام الاستعمار، ومن بقي منهم فقد انحسر نشاطه السلفي جدا من يوم أن حُلَّت الجمعية بعد الاستقلال.
مع ملاحظة أن السلفية التي دعا إليها ابن باديس لم تكن لها علاقة بالوهابية في نجد، سواء من حيث الاتصال، أو من حيث المنهج. بل كانت سلفية ابن باديس هي نفسها سلفية محمد عبده ورشيد رضا، سلفية ترجع إلى منهج السلف الصالح الذي أقام الحضارة الإسلامية المتفتحة على العالم، الآخذة بكل أسباب العلم والتقدم والتمكين لدولة الحق والعدل.

## مراحل تطور الدعوة السلفية في الجزائر
لم يكن هناك نشاط سلفي قبل ظهور جمعية العلماء المسلمين الجزائريين، وقد شاعت الصوفية في كل ربوع الجزائر مع وجود تجمعات الإباضية في مناطق محصورة في الصحراء.

### المرحلة الاستعمارية 1932 - 1962
لعبت جمعية العلماء المسلمين الجزائريين دورا بارزا في ذلك الوقت وفق الرؤية السلفية التي تنتهج المنهج الاصلاحي التربوي، انطلاقا من قاعدة نظرية تفيد بان التغيير لا يكون بطريقة انفعالية غير مدروسة، بل لا بد من تحضير وتقويم المجتمع الذي سيحتضن التغيير، وذلك بتوعيته وتعليمه، ليعلم أسباب الضعف وأعراضه، ومن ثمة وصف العلاج. تأثر الشيخ ابن باديس بشكل كبير بالدعوة الاصلاحية في نجد المتوسعة منذ القرن 18م.
ومن هذا المبدأ بدأت الحركة الاصلاحية في إقامة المدارس الباديسية في مختلف ربوع الجزائر المحتلة وقتها، وتعميم النشاط التوعوي وذلك بعقد الاجتماعات والندوات والحلق العلمية والمناظرات مع الخصوم والذين كانوا كثرا ومن كل التوجهات، وقد خاض ابن باديس معارك علمية بينه وبين المتصوفين وردوده متوفرة مشهورة.

### مرحلة مابعد الاستقلال 1963 - 1988
في هذه المرحلة انحسرت الدعوة السلفية ورموزها بوفاة أفراد جمعية العلماء المسلمين الجزائريين، وتعرض من بقي منهم للعزل والتوقيف والإقامة الجبرية، وهذا نتيجة انتشار الشيوعية والتضييق الأمنى الحكومي فيما بعد، ومع ذلك فقد برزت أثنائها أسماء كالشيخ أحمد حماني.

### مرحلة التعددية 1988 - 1999
بعد تصاعد زخم ما يسمى بالصحوة الإسلامية في الثمانينات وانهيار الشيوعة في العالم، وتداعيات الحرب الأفغانية، ظهرت جماعات تنتسب إلى السلفية، وتعددت هذه الصور وتعقدت، وظهرت الحركة الارهابية المسماة الجماعة السلفية للدعوة والقتال لتخلط أوراق الأجهزة الأمنية، ويتم إلقاء القبض على كل من يتميز بالسمت المتدين، أيا كان دون تمييز أو تفرقة في معرفة منهجه.

### مرحلة المصالحة الوطنية 1999 ـ إلى الآن
وخلال هذه المرحلة تميزت مجموعة من السلفيين، وعلى رأسهم الشيخ عبد المالك رمضاني، والذي وضع كتابا ميز فيه بين التسميات الكثيرة للسلفية، ومع مطلع القرن الجديد ظهرت شخصية الشيخ محمد علي فركوس  كممثل للسلفية في الجزائر.
| المراحل                  | الأعلام                                                            | الدور والمهمة                       |
| ------------------------ | ------------------------------------------------------------------ | ----------------------------------- |
| مرحلة الاستعمار          | عبد الحميد بن باديس، البشير الإبراهيمي، الطيب العقبي، مبارك الميلي | التعليم والتربية والتوعية والاصلاح. |
| مرحلة مابعد الاستقلال    | أحمد حماني                                                         | الفتوى.                             |
| مرحلة التعددية والمصالحة | عبد المالك رمضاني، محمد علي فركوس                                  | الدعوة والرد على المبتدعة.          |